# 오후지촌 (아이치현)
오후지촌(大藤村)은 일본 아이치현 가이사이군에 설치되었던 촌이다. 현재의 야토미시의 일부에 해당한다.